# Buxeno
Buxeno (em latim: Buxenus; em céltico: Buxenos), na religião galo-romana, foi um epíteto de deus romano Marte, conhecido de uma única inscrição encontrada em Velleron no Vaucluse.